# Esmeraldaselfe
Die Esmeraldaselfe (Chaetocercus berlepschi, Syn.: Acestrura berlepschi) oder Berlepschelfe ist eine Kolibriart der Familie Trochilidae. Sie kommt nur im südamerikanischen Land Ecuador vor. Der Bestand wird von der IUCN als gefährdet (vulnerable) eingestuft.

## Merkmale
Mit nur 6,5 cm Größe der Männchen und 6 cm bei den Weibchen gehört die Esmeraldaselfe zu den kleinsten Kolibris. Der gerade Schnabel wird bei beiden ca. 15 mm lang. Die Oberseite der Männchen schimmert dunkelgrün mit einem weißen Strich hinter den Augen (postokular). Ein kleiner weißer Fleck im hinteren Rückenbereich zieht sich bis zur Seite. Die Kehle glitzert violett. Die Unterseite ist überwiegend weiß mit etwas grün an den Flanken. Der bräunlich schwarze Schwanz ist gabelförmig. Der postokulare Strich des Weibchens ist gelblich. Der gelbbraune Schwanz ist nicht gabelförmig und hat ein breites schwarzes Band am Ende.

## Verbreitung und Lebensraum

Verbreitungsgebiet der Esmeraldaselfe

Die Esmeraldaselfe ist im zentralen westlichen Küstengebiet Ecuadors endemisch. Hier findet man sie in den Tiefebenen in den Baumkronen von halbfeuchten Wäldern. Man kann die Art nur noch selten im Machalilla-Nationalpark oder in der Nähe des Ayampe-Flusses beobachten. Weitere Beobachtungen gab es nahe der Stadt Esmeraldas.

## Verhalten
Es ist nicht viel über das Verhalten der Esmeraldaselfen bekannt. Am ehesten sieht man sie in der Nähe von Waldrändern, wo beide Geschlechter oft auf abgestorbenen Ästen sitzen.

## Gefährdung
2020 schätzte BirdLife International den Bestand der Esmeraldaselfe in ihrem kleinen Verbreitungsgebiet auf maximal 4000 Individuen, möglicherweise nur 3000, aufgesplittet in bis zu fünf Populationen. Im selben Jahr wurde auch festgestellt, dass der Bestand aufgrund von Waldverlust und -degradierung  um 20–29 % innerhalb von drei Generationen abnimmt, obwohl die Art bis zu einem gewissen Grad auch geschädigte Lebensräume toleriert.

## Etymologie und Forschungsgeschichte
Eugène Simon beschrieb die Art unter dem heutigen Namen Chætocercus berlepschi. Als Fundort des Typusexemplars nennt er Ecuador. Der Gattungsname Chaetocercus setzt sich aus den griechischen Wörtern χαίτη chaítē für „langes fliegendes Haar“ und κέρκος kérkos für „Schwanz“ zusammen. Das Artepitheton berlepschi ist Graf Hans Hermann Carl Ludwig von Berlepsch (1850–1915) gewidmet. So schrieb Simon:

« Je dédie cette espèce au savant ornithologiste le comte H. von Berlepsch, qui a bien voulu m’aider des ses conseils. »

„Ich widme diese Art dem gelehrten Ornithologen Graf H. von Berlepsch, der mir mit seinen Ratschlägen sehr half.“

Die einheimische Bevölkerung nennt diese Kolibriart Atamari.